# Microregione di Franca
Franca è una microregione dello Stato di San Paolo in Brasile, appartenente alla mesoregione di Ribeirão Preto.

## Comuni
Comprende 10 comuni:
- Cristais Paulista
- Franca
- Itirapuã
- Jeriquara
- Patrocínio Paulista
- Pedregulho
- Restinga
- Ribeirão Corrente
- Rifaina
- São José da Bela Vista